# Harmin
Harmin ist ein Alkaloid aus der Gruppe der Harman-Alkaloide und damit auch der β-Carboline. Im menschlichen Körper wirkt es als reversibler MAO-Hemmer (Monoaminooxidase-Hemmer) stimulierend auf das zentrale Nervensystem. Hierbei wird das Enzym MAO-A blockiert, nicht jedoch die ähnlich wirkende MAO-B.

## Eigenschaften
Harmin bildet in reiner Form gelbliche, spröde, glänzende und stark lichtbrechende Kristalle, die aus rhombischen Prismen bestehen. Beim Ausfällen in der Hitze bilden sich lange Kristallnadeln, beim langsamen Auskristallisieren dagegen größere Einzelkristalle. Der Stoff löst sich wenig in kaltem Wasser oder Ethanol, besser in Ether, basischem oder heißem Wasser. Durch Reduktion bildet sich aus Harmin Harmalin.

## Verwendung
Als MAO-Hemmer verhindert Harmin den Abbau von Monoaminen durch das Enzym Monoaminooxidase. Damit verzögert es u. a. die Metabolisierung der Neurotransmitter Serotonin und Dopamin, des Hormons Melatonin und verschiedener psychedelischer Halluzinogene auf Tryptaminbasis, wie DMT, Psilocybin/Psilocin, sowie des Phenylethylamins Meskalin. Harmin wird derzeit nicht als Antidepressivum eingesetzt, da andere MAO-Hemmer mit geringeren Nebenwirkungen bekannt sind. In Dosierungen ab 150 mg kann Harmin zu Erbrechen, Durchfällen und Zittern führen.
Dagegen spielt Harmin für die Zubereitung des traditionellen südamerikanischen Entheogens Ayahuasca eine entscheidende Rolle. Erst durch seine Funktion als MAO-Hemmer wird der Abbau des ebenfalls in dem Trank enthaltenen DMT so weit verzögert, dass es auch bei oraler Aufnahme wirken kann.
Harmin wird außerdem als fluoreszierender pH-Indikator verwendet. Mit steigendem pH-Wert sinkt seine Fluoreszenz.

## Vorkommen
Harmin kommt in zahlreichen Pflanzen vor, darunter in der Steppenraute (Peganum harmala), die für Harmin und Harmalin namensgebend war. Auch die für das bereits erwähnte Ayahuasca genutzte Liane Banisteriopsis caapi enthält Harmin. Neben Pflanzen findet sich das Alkaloid auch in anderen Organismen.
Shulgin (1997) verzeichnet rund 30 verschiedene Spezies, deren Stoffwechsel Harmin produziert, so zum Beispiel sieben Schmetterlingsarten aus der Familie der Edelfalter.